# 노르웨이 왕립 해군

노르웨이 왕립 해군(노르웨이어: Sjøforsvaret, 문자 그대로 '해상 방어')은 노르웨이 해안경비대를 포함하여 노르웨이의 해군 작전을 담당하는 노르웨이군의 계통이다. 2008년 현재 노르웨이 해군은 병력 약 3,700명(동원 상태 9,450명, 완전 동원 상태 32,000명)과 중호위함 4척, 잠수함 6척, 순찰정 14척, 소해정 4척, 지뢰탐지함 4척, 지뢰탐지선 1척, 지원선 4척, 훈련선 2척 등 70척으로 구성돼 있다.
이 해군의 역사는 955년으로 거슬러 올라간다. 1509년부터 1814년까지 이 해군은 "공통 함대"라고도 불리는 덴마크-노르웨이 해군의 일부를 구성했다. 1814년부터 노르웨이 왕립 해군은 다시 별도의 해군으로 존재하게 되었다.
노르웨이에서는 1946년 이후 모든 해군 함정에 선박 접두사 KNM이 붙어 있다. 이는 "Kongelige Norske Marine"을 가리킨다. 영어에서 이러한 선박은 "His/Her Norwegian Majesty's Ship"을 의미하는 접두사 HNoMS로 식별된다. 해안 경비대 선박에는 "Kystvakt"("해안경비대")를 뜻하는 접두사 KV가 붙는다. 영어로 이 선박은 "Norwegian Coast Guard Vessel"을 의미하는 접두사 NoCGV로 식별된다.

## 같이 보기
- 위테프론튼